# Palazzo della Provincia (L'Aquila)
Il Palazzo della Provincia dell'Aquila si trovava in via Sant'Agostino posta vicino all'omonima chiesa. È stato la sede della provincia.
A seguito del terremoto dell'Aquila del 2009, il palazzo ha avuto delle lesioni e venne dichiarato inagibile, e le funzioni vennero spostate provvisoriamente in via Monte Cagno. È stato demolito nel 2021 ed è prevista la costruzione di un nuovo edificio al suo posto.
La ricostruzione del palazzo, secondo le stime dell'ente, dovrebbe essere completata nel 2023.  